# Татабанья (футбольний клуб)
ФК «Татабанья» (угор. Tatabánya) — професіональний угорський футбольний клуб з міста Татабанья.

## Історія
СК «Татабанья» було засновано 6 лютого 1910 року гірничим інженером Ференцом Фреєм. В цей час в ще декількох містах Угорщини також були сформовані футбольні клуби — Дебрецен, Мішкольц та Дьйор.
Перша світова війна суттєво послабила команду, але в 1920-их роках вона й надалі залишалася найпопулярнішою в Татабаньї. Згодом угорський футбол увійшов в еру професіоналізму, але «Татабанья» мала скромні фінансові моливості й продовжувала виступати з гравцями-аматорами. Після завершення Другої світової війни, в 1947 році клуб вийшов до першого дивізіону угорського чемпіонату.

## Склад команди
23 лютого 2016 року

| №  | Поз. | Нац.      | Гравець                  |
| -- | ---- | --------- | ------------------------ |
| 1  | ВР   | Італія    | Ремо Амадіо              |
| 72 | ВР   | Угорщина  | Габор Ріго               |
| 2  | ЗХ   | Іспанія   | Начо Герас               |
| 4  | ЗХ   | Сербія    | Лазар Станишич           |
| 6  | ЗХ   | Угорщина  | Віктор Фаркаш            |
| 15 | ЗХ   | Угорщина  | Давид Ковач              |
| 20 | ЗХ   | Аргентина | Артуро Емануель Мартінес |
| 23 | ЗХ   | Кіпр      | Гіоргос Пелагіос         |
| 28 | ПЗ   | Італія    | Андреа Джакоміні         |
| 50 | ЗХ   | Угорщина  | Петер Маронга            |
| 8  | ПЗ   | Іспанія   | Крістіан Портілья        |
| 9  | ПЗ   | Угорщина  | Ріхард Сабо              |

| №  | Поз. | Нац.       | Гравець         |
| -- | ---- | ---------- | --------------- |
| 13 | ПЗ   | Угорщина   | Гюла Чемер      |
| 14 | ПЗ   | Словаччина | Каміл Копунек   |
| 19 | ПЗ   | Угорщина   | Віктор Вінче    |
| 25 | ПЗ   | Угорщина   | Адам Клауш      |
| 26 | ПЗ   | Угорщина   | Крістіан Сабо   |
| 27 | ПЗ   | Угорщина   | Герге Кочиш     |
| 93 | ПЗ   | Італія     | Антоні Боттоне  |
| 3  | НП   | Угорщина   | Даніель Арвай   |
| 7  | НП   | Італія     | Томмазо Роккі   |
| 9  | НП   | Італія     | Марко Джордано  |
| 10 | НП   | Аргентина  | Сержіо Агуеро   |
| 17 | НП   | Угорщина   | Кріштіан Фолмер |

## Статистика виступів у єврокубках

### Кубок володарів кубків УЄФА
| Сезон   | Змагання                    | Раунд      | Країна  | Клуб           | Вдома | На виїзді | Загалом |
| ------- | --------------------------- | ---------- | ------- | -------------- | ----- | --------- | ------- |
| 1985/86 | Кубок володарів кубків УЄФА | 1-ий раунд | Австрія | Рапід (Відень) | 1–1   | 0–5       | 1–6     |

### Кубок Інтертото
| Сезон   | Змагання        | Раунд      | Країна            | Клуб                    | Вдома | На виїзді | Загалом |
| ------- | --------------- | ---------- | ----------------- | ----------------------- | ----- | --------- | ------- |
| 1962/63 | Кубок Інтертото | Група 5    | Нідерланди        | Аякс (Амстердам)        | 2–1   | 2–1       |         |
|         |                 | Група 5    | Франція           | Нансі                   | 4–0   | 2–1       |         |
|         |                 | Група 5    | Німеччина         | Кайзерслаутерн          | 6–2   | 2–2       |         |
|         |                 | 1/4 фіналу | Швейцарія         | Серветт                 | 6–0   | 0–1       | 6–1     |
|         |                 | 1/2 фіналу | Чехія             | Словнафт (Братислава)   | 1–2   | 1–1       | 2–3     |
| 1987    | Кубок Інтертото | Група 4    | Данія             | Нествед                 | 3–1   | 4–0       |         |
|         |                 | Група 4    | Швейцарія         | Беллінцона              | 2–0   | 0–1       |         |
|         |                 | Група 4    | Чехія             | ДАК Дунайська Стреда    | 6–1   | 1–0       |         |
| 1988    | Кубок Інтертото | Група 4    | Австрія           | Ферст Вієнна            | 2–2   | 1–2       |         |
|         |                 | Група 4    | Чехія             | Уніон (Чеб)             | 3–2   | 0–1       |         |
|         |                 | Група 4    | Данія             | Вейле БК                | 0–0   | 1–1       |         |
| 1989    | Кубок Інтертото | Група 5    | Німеччина         | Локомотив (Лейпциг)     | 0–0   | 0–0       |         |
|         |                 | Група 5    | Швеція            | Гетеборг                | 5–3   | 3–3       |         |
|         |                 | Група 5    | Данія             | Люнгбю                  | 3–1   | 0–0       |         |
| 1990    | Кубок Інтертото | Група 7    | Швейцарія         | Люцерн                  | 3–4   | 2–3       |         |
|         |                 | Група 7    | Словаччина        | Нітра                   | 0–0   | 0–4       |         |
|         |                 | Група 7    | Швеція            | Еребру                  | 1–1   | 1–5       |         |
| 1991    | Кубок Інтертото | Група 1    | Швейцарія         | Ксамакс                 | 0–3   | 0–5       |         |
|         |                 | Група 1    | Словаччина        | Слован (Братислава)     | 2–1   | 2–4       |         |
|         |                 | Група 1    | Швеція            | Мальме                  | 1–1   | 0–0       |         |
| 2000    | Кубок Інтертото | 1-ий раунд | Фарерські острови | ГБ Торсгавн             | 3–0   | 4–0       | 7–0     |
|         |                 | 2-ий раунд | Хорватія          | Цибалія                 | 3–2   | 0–0       | 3–2     |
|         |                 | 3-ій раунд | Росія             | Зеніт (Санкт-Петербург) | 1–2   | 1–2       | 2–4     |
| 2001    | Кубок Інтертото | 1-ий раунд | Вірменія          | Ширак                   | 2–3   | 3–1       | 5–4     |
|         |                 | 2-ий раунд | Молдова           | Тилігул (Тирасполь)     | 4–1   | 1–1       | 5–2     |
|         |                 | 3-ий раунд | Італія            | Брешія                  | 1–1   | 1–2       | 2–3     |

### Кубок УЄФА
| Сезон   | Змагання   | Раунд      | Країна     | Клуб                | Вдома | На виїзді | Загалом   |
| ------- | ---------- | ---------- | ---------- | ------------------- | ----- | --------- | --------- |
| 1981/82 | Кубок УЄФА | 1-ий раунд | Іспанія    | Реал Мадрид         | 2–1   | 0–1       | 2–2(в.г.) |
| 1982/83 | Кубок УЄФА | 1-ий раунд | Франція    | Сент-Етьєн          | 0–0   | 1–4       | 1–4       |
| 1987/88 | Кубок УЄФА | 1-ий раунд | Португалія | Віторія (Гімарайнш) | 1–1   | 0–1       | 1–2       |
| 1988/89 | Кубок УЄФА | 1-ий раунд | Німеччина  | Штутгарт            | 2–1   | 0–2       | 2–3       |

## Головні тренери
- Карої Лакат 1957—1962
- Дюла Грошич 1963
- Габор Клебер 1964‑1965
- Нандор Гігенкуті 1966
- Ласло Гарі 1967‑1968
- Дердь Сюч 1968—1969
- Карої Лакат 1970—1974
- Йожеф Гелей 1974—1975
- Тівадар Моносторі 1975
- Еде Моор 1975—1976
- Тівадар Моносторі 1977—1979
- Антал Шементміхайлій 1979—1980
- Карої Лакат 1980—1982
- Єне Дальнокі 1982—1984
- Іштван Башо 1984—1985
- Карої Лакат 1985
- Міклош Темешварі 1985—1988
- Антал Шементміхайлій 1988—1990
- Барнабаш Торнії 1990—1991
- Дюла Ракоши 1991—1992
- Карої Чапо 1992
- Ференц Ебедлі 1997—1998
- Балінт Тот −1999
- Йожеф Кіпріц 1999—2001
- Ференц Ебедлі 2001
- Ласло Ковач 2001–2002
- Йожеф Терек 2002−2003
- Лайош Детарі 2004
- Тібор Сіса 2004—2007
- Барнабаш Торнії 2007
- Ференц Мешарош 2007
- Ласло Борбелій 2007
- Октавіо Замбрано та Ласло Дажка 2008—2009
- П. Ласло Надь 2009—2011
- Йожеф Кіпріц 2011—2012
- Аурел Шестреї 2012—2013
- П. Ласло Надь 2013
- Петер Божик 2013—2014
- Дюла Плотар 2014 (в.о.)
- Атілла Міскей 2014–2015
- П. Ласло Надь 2015
- Бруно Джордано 2015–2016
- Петер Вархіді 2016
- П. Ласло Надь 2016–2019
- Балаж Беко 2019–2022
- Гергелі Гюркі 2022–